# Cornuda
Cornuda település Olaszországban, Veneto régióban, Treviso megyében. Lakosainak száma 6225 fő (2023. január 1.). Cornuda Caerano di San Marco, Crocetta del Montello, Maser, Monfumo, Montebelluna és Pederobba községekkel határos.

## Népesség
A település népességének változása:
| Lakosok száma | 6264 | 6267 | 6225 |
|               | 2017 | 2018 | 2023 |